# Закон Фортунатова — де Сосюра
Зако́н Фортуна́това — де Сосю́ра (також «прáвило передостáннього склáду») — акцентуаційний закон у балтійських і слов'янських мовах, одне з найдавніших переміщень наголосу, що його майже одночасно відкрили Ф. де Сосюр (щоправда, лише для литовської мови) і П.Ф. Фортунатов. Суть закон полягає в тім, що «якщо будь-який короткісний або циркумфлексовий склад знаходиться перед акутовим складом, то останній перетягує на себе наголос попереднього». В.А. Дибо видозмінив дане визначення так: «наголос із короткісного або циркумфлексового складу пересувався на наступний внутрішній акутовий склад, якщо обидва мали однакову акцентуаційну валентність, і на кінцевий акутовий, незважаючи на його валентність»:         ́́́́́
- прасл. *médʰi̯ā > *medʰi̯ā́ >... укр. межá (діал. меджá), але грец. μέση, д.-інд. mádhyā;
- прасл. *u̯ĭdʰóu̯ā > *u̯ĭdʰоu̯ā́ >... укр. удовá, але д.-інд. vidhávā;
- прасл. *sáusā > *sausā́ >... укр. сухá, лит. sausá, але грец. αὔη;
- прасл. *rónkā > *ronkā́ >... укр. рукá, лит. ranká;
- прасл. *rógō > *rogṓ >... дв. заст. укр. рогá, лит. rogù;
- прасл. *bʰórdʰā > *bʰordʰā́ >... укр. бородá, лит. barzdà;
- прасл. *u̯élkō > *u̯elkṓ >... укр. волочý, лит. velkù, але грец. ἕλκω.

У формулюванні закону відсутнє обмеження його дії лише при домінантнім акуті.

## Історія

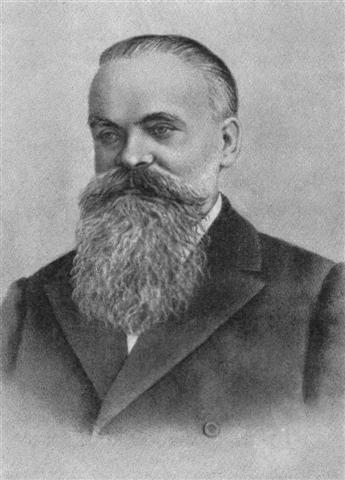
Пилип Фортунатов

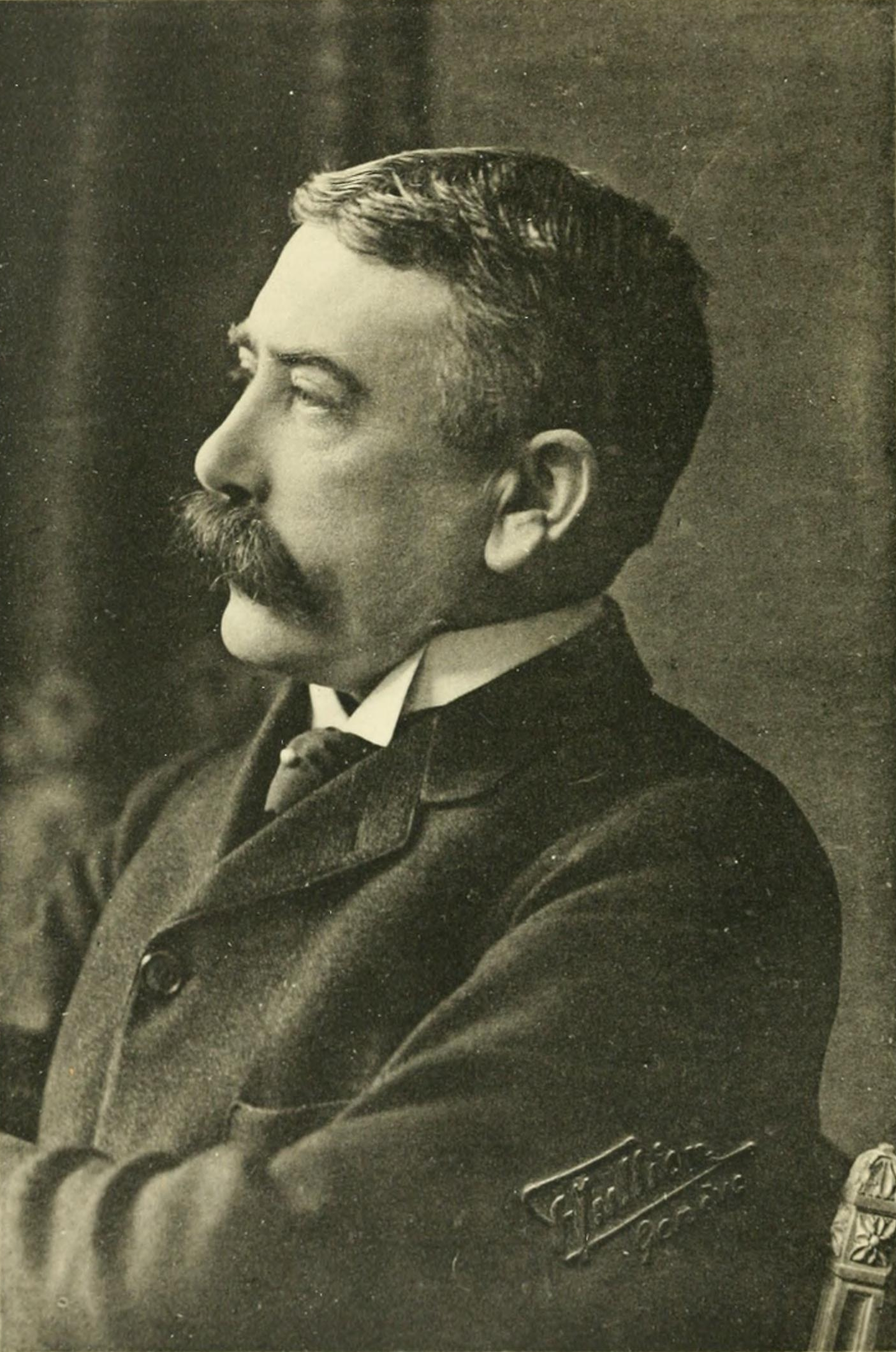
Фердинан де Сосюр

1878 року П.Ф. Фортунатов виявив зв'язок литовських інтонацій у дифтонгічних сполуках із певними відмінностями в давньоіндійській, грецькій і латинській. 1889 року на засіданні Паризького лінгвістичного товариства 8 червня Ф. де Сосюр у своїй доповіді пояснив установлені Ф. Ф. Фортунатовим відповідності на основі створеної ним теорії індоєвропейського кореня і запропонував загальну теорію утворення литовських складових інтонацій. У своїй статті, де вчений опублікував власну доповідь, 1894 року Ф. де Сосюр уже згадав закон, названий пізніше його іменем, а в статті 1896 року «Литовське акцентування» ґрунтовніше розглянув морфонологічний аналіз самої литовської акцентної системи.
Формулювання Ф. де Сосюра виходить із його трактування Лескінового закону, а саме, що «в спільноіндоєвропейській прамові і наголошені, і ненаголошені довгі голосні (і дифтонги) мали або акутову, або циркумфлексову інтонацію. У литовській мові наголос постійно переміщався на наступний склад, коли він падав на склад із циркумфлексовою інтонацією, безпосередньо після якого знаходився склад із акутовою інтонацією». Формулювання ж Фортунатова виходить зі створеної ним до кінця 70-х рр. XIX ст. теорії двох видів спільноіндоєвропейської довготи — тривалої (акутової) та переривчастої (циркумфлексової).
Наведемо чотири акцентуаційні парадигми, які можна звести до двох (другу виведено з першої, а четверту — з третьої), у литовській: výras «чоловік», mẽdis «дерево», véidas «особа», stãlas «стіл»:
| Відмінок  | Парадигма | Парадигма | Парадигма | Парадигма | Парадигма | Парадигма | Парадигма | Парадигма |
| Відмінок  | 1         | 1         | 2         | 2         | 3         | 3         | 4         | 4         |
| Відмінок  | Однина    | Множина   | Однина    | Множина   | Однина    | Множина   | Однина    | Множина   |
| --------- | --------- | --------- | --------- | --------- | --------- | --------- | --------- | --------- |
| Називний  | výras     | výrai     | mẽdis     | mẽdžiai   | véidas    | veidaĩ    | stãlas    | stalaĩ    |
| Родовий   | výro      | výrų      | mẽdžio    | mẽdžių    | véido     | veidų̃     | stãlo     | stalų̃     |
| Давальний | výrui     | výrams    | mẽdžiui   | mẽdžiams  | véidui    | veidáms   | stãlui    | staláms   |
| Знахідний | výrą      | výrus     | mẽdį      | medžiùs   | véidą     | véidus    | stãlą     | stalùs    |
| Орудний   | výru      | výrais    | medžiù    | mẽdžiais  | véidu     | veidaĩs   | stalù     | stalaĩs   |
| Місцевий  | výre      | výruose   | mẽdyje    | mẽdžiuose | veidè     | veiduosè  | stalè     | staluosè  |
| Кличний   | výre      | =Наз.     | mẽdi      | =Наз.     | véide     | =Наз.     | stãle     | =Наз.     |

### Значення
Тим самим було переосмислено чотири акцентуаційні парадигми (у першій із них є кореневий наголос в усіх відмінках; у другій наголос пересувається на т. зв. групу давального відмінка; у третій — тільки на групу знахідного відмінка; у четвертій — на обидві групи). Це відкриття дозволило звести чотири парадигми до двох: нерухомої та рухомої. У кожну входять імена з акутом і циркумфлексом на корені (циркумфлексові основи утворюють 2 і 4 акцентні парадигми). Було виявлено, що рухома парадигма відповідає баритонові в давньогрецькій і давньоіндійській, а нерухома — окситонній у давньогрецькій і санскриті. 

### В українській мові
Закон Фортунатова — де Сосюра відбивають, наприклад, такі морфологічні категорії:
- вода́ : во́ду, гора́ : го́ру, коса́ : ко́су, земля́ : зе́млю, борода́ : бо́роду, борона́ : бо́рону, середа́ : се́реду, душа́ : ду́шу. Інтонація закінчення наз. відм. однини а за походженням акутова, а знах. відм. — ǫ > у, що з балто-слов'янської доби циркумфлексова.
- бір, род. бо́ру : місц. у бору́; віз, род. во́за : міцс. на возу́; лід, род. льо́ду : місц. на льоду́; сніг, род. сні́гу : місц. на снігу́; міх, род. мі́ху : місц. на міху́. Закінчення місц. відм. *ōu̯ >... у за походженням акутове. Пор. відсутність пересуву наголосу при закінченні *оi̯ >... ѣ > і, за походженням циркуфлексового: на во́зі, на бе́резі тощо.
- ніч, род. но́чі : місц. у ночі́; піч, род. пе́чі : місц. на печі́. Голосний місц. відм. однини *-ĭ- основ за походженням акутовий; голосний закінчень род. і дав. відм. однини та наз.-знах. множини — циркумфлексові: но́чі, пе́чі, ко́сті.
- акутовий характер закінчення 1-ї особи теперішнього часу дійсного способу пояснює пересув наголосу: колю́ : ко́леш, ко́ле; мечу́ : ме́чеш, ме́че; пишу́ : пи́шеш, пи́ше.

Пересув наголосу через проміжний циркумфлексовий або короткісний склад ілюструють, наприклад, випадки: ра́дувати : ра́дий, але ніч : ночува́ти, го́ре : горюва́ти, зима́ : зи́му (давінший наголос) : зимува́ти; по́піл : спопели́ти; лю́ди : людьми́; кръˑвьця > крівця́.

#### Ікавізм
Закон Фортунатова — де Сосюра в українській мові пояснює, з одного боку, наявність переходу [о] > [i] в сполуках -оро-/-оло-, а з іншого, його відсутність. Л.А. Булаховський сформулював так: «у словах із колишньою циркумфлексовою інтонацією, перетягненою в називному однини за законом Фортунатова — де Сосюра на наступну акутову голосівку, родовий множини дістав засвідчену чакавським наріччям сербської та словенською мовою новоакутову інтонацію, при якій в українській мові і в повноголосих групах відбувався перехід [о] > [i], а в словах із колишньою акутовою інтонацією, де, за свідченням чакавського наріччя та словенської мови, родовий множини отримував новоциркумфлексову, українська мова зберігала [о] в повноголосих формах без зміни. Форми (дуже нечисленні) з новоакутовою (сторо́жа, горо́жа), які в українській збіглися зовнішньо з формами з акутовою (-оро́-/-оло́-), цілком увійшли у сферу їхнього впливу щодо рефлексації в родовому множини». Після зазначеного, натурально, і в групах -ере-/-еле- зустрінемо як перехід [е] > [i], так і його відсутність.

## Проблема визначення
Закон Фортунатова — де Сосюра має два дистрибутивні принципи: перший установлює зв'язок між інтонацією початкового складу та певним типом акцентної парадигми; другий — між певним видом кривої акцентної парадигми і характером інтонації кінцевих складів. На думку В.А. Дибо, саме останній принцип є слабкою стороною закону, адже він не має досить матеріалу і є, на ділі, наближенням балтійського стану на праслов'янський ґрунт. До того ж сам закон не пояснює наявність нового акута в словах із кінцевим наголосом. 
Х. Станґ узагалі відхилив дію закону Фортунатова — де Сосюра в праслов'янській мові. Є. Курилович закон не відхиляв, проте відкинув тонологічну інтерпретацію пересуву наголосу на закінчення: він уважав, що пересув наголосу з короткісних і циркумфлексових складів на кінець слова викликано не акутовим характером закінчень, а їхнім скороченням.